# عطيفة مقطعة
عطيفة مقطعة (بالإنجليزية: Campylobacter concisus)‏ هي نوع من البكتيريا، سلبية الغرام، تتبع العطيفة.